# Tipula (Lunatipula) dupliciformis
Tipula (Lunatipula) dupliciformis is een tweevleugelige uit de familie langpootmuggen (Tipulidae). De soort komt voor in het Nearctisch gebied.